# کالوین بریکر
کالوین بریکر (انگلیسی: Calvin Bricker؛ ۳ نوامبر ۱۸۸۴ – ۲۴ آوریل ۱۹۶۳) ورزشکار دو و میدانی اهل کانادا بود که در مسابقات کشوری و بین‌المللی در مجموع برندهٔ ۱ مدال نقره، ۱ مدال برنز شده‌است.